# Bernesga de Abajo
Bernesga de Abajo es una comarca tradicional de la provincia de León en España. Está formada por el actual ayuntamiento de San Andrés del Rabanedo. La comarca esta a escasos kilómetros de la capital.
En la comarca de Bernesga de Abajo, el paisaje es el típico de un páramo con suaves cerros, situada al margen derecho del río Bernesga antes de su paso por la capital. Históricamente el término se vincula a la Hermandad de Bernesga de Abajo, uno de aquellos movimientos populares nacidos para la defensa de los más débiles núcleos rurales frente a los cabildos urbanos, cuyo núcleo más importante era la villa de Ferral del Bernesga.

## Poblaciones
| Ferral del Bernesga     |
| San Andrés del Rabanedo |
| Trobajo del Camino      |
| Villabalter             |

## Municipios
| Municipios              | Habitantes (2011) | Superficie (km²) | Densidad (hab/km²) |        |
| San Andrés del Rabanedo | 31.562            | 64,84            | 486,77             |        |
|                         | Total             | 31.562           | 64,84              | 486,77 |
| ----------------------- | ----------------- | ---------------- | ------------------ | ------ |